# Banshkhali
Banshkhali è un sottodistretto (upazila) del Bangladesh situato nel distretto di Chittagong, divisione di Chittagong. Si estende su una superficie di 376,9 km² e conta una popolazione di 320.339 abitanti (dato censimento 1991).